# Faro di Capo Baba
Il faro di Capo Baba (in turco Babakale Feneri), anche faro di Babakale, dal vicino villaggio, è un faro costiero situata a Capo Baba, all'estremità occidentale dell'Anatolia e dell'Asia, nella provincia di Çanakkale, in Turchia.
È gestito e mantenuto dall'Autorità per la sicurezza costiera (in turco Kıyı Emniyeti Genel Müdürlüğü) del Ministero dei trasporti e delle comunicazioni.

## Storia
Il faro di Capo Baba segna il lato settentrionale dell'ingresso allo stretto tra la Turchia e l'isola greca di Lesbo. Si trova in cima all'antica fortezza costruita dal sultano Ahmed II (r. 1691-1695) per difendersi dai pirati.

## Descrizione
Il faro è una torre piramidale bianca a lucernario, alta 10 m, con un ballatoio e una lanterna, attaccata a un corpo di guardia a un piano.
La sua luce lampeggiante emette, a un'altezza focale di 32 m, quattro brevi lampi bianchi di 0,5 secondi, distanziati di 2 secondi l'uno dall'altro, per un periodo di 20 secondi. La sua portata è di 18 miglia nautiche (circa 33 km).
Identificatore: Ammiragliato: N4588 - NGA: 16996.

## Caratteristiche della luce marittima
- Frequenza: 20 secondi (W)
  - Luce: 0,5 secondi (3 volte)
  - Oscurità: 2 secondi (3 volte)
  - Luce: 0,5 secondi
  - Oscurità: 12 secondi